# Борромео, Федерико
Федерико Борромео (итал. Federico Borromeo, 18 августа 1564, Милан — 21 сентября 1631, Милан) — итальянский священник, кардинал с 1587, архиепископ Милана с 1595, покровитель искусств и наук.

## Биография
По рождению принадлежал к семейству Борромео из высшей знати Милана. Двоюродный брат Карло Борромео и кардинала Альтемпса. Учился богословию и праву в Павии, классическим языкам и словесности — в Риме. Испытал здесь влияние Филиппо Нери, Чезаре Баронио, Роберто Беллармино. Папа Сикст V назначил его кардиналом 18 декабря 1587 года. С 15 января 1587 года кардинал-дьякон Санта-Мария-ин-Домника, с 9 января 1589 года — кардинал-дьякон Санти-Косма-э-Дамиано, с 20 марта 1589 года — кардинал-дьякон Сант-Агата-деи-Готи, с 14 января 1591 года — кардинал-дьякон Сан-Никола-ин-Карчере. С 17 сентября 1593 года — кардинал-священник Санта-Мария-дельи-Анджели-э-деи-Мартири. 7 декабря 1593 года рукоположён в священники.
24 апреля 1595 года он стал архиепископом Милана. 11 июня 1595 года рукоположён в епископы. Активно помогал городу и согражданам в период голода (1628 год) и во время чумной эпидемии (1630 год). Умер 21 сентября 1631 года.

## Амброзианская библиотека

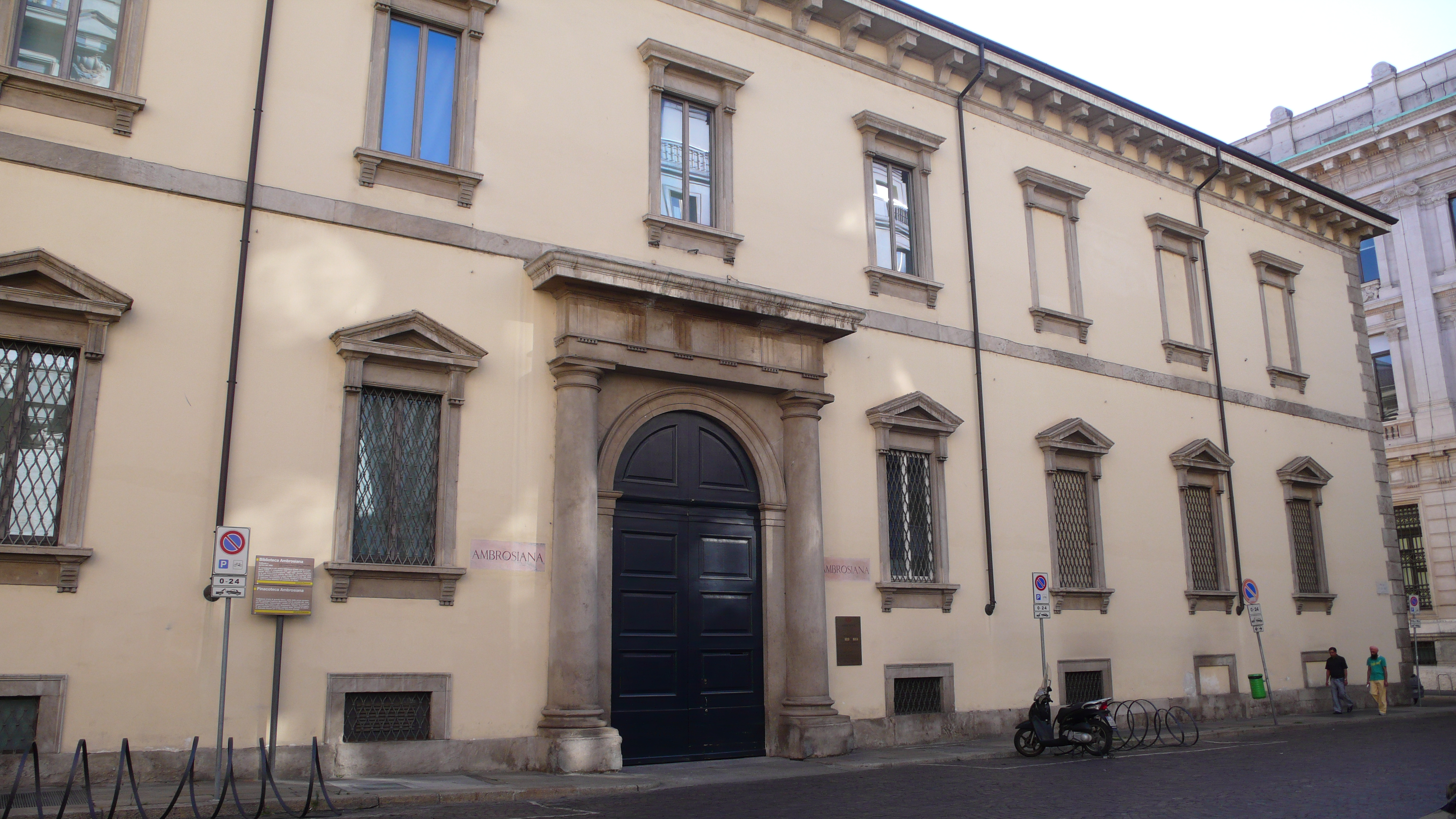
Амброзианская библиотека

В 1602 году принял решение о строительстве Амброзианской библиотеки, в 1603 году её строительство началось, в 1609 году она открылась для публики. Собрание картин и скульптур в ней стало началом Амброзианской пинакотеки (1618 год). В 1621 году учредил там же Амброзианскую художественную академию, первым президентом которой стал Джованни Баттиста Креспи.

## Другие начинания
По его повелению в Ароне (Новара) была начата работа над возведением — по рисунку Джованни Баттисты Креспи — гигантской статуи в честь его двоюродного брата, Святого Карло Борромео (канонизирован в 1610 году, работы были завершены лишь в 1698 году). Много сделал для процветания родного города, украшения его кафедрального собора, где кардинала Борромео потом и похоронили. Был другом и покровителем голландского художника Яна Брейгеля Старшего. 

## Признание и память
В 1685 году граждане Милана воздвигли в воротах Амброзианской библиотеки статую Федерико Борромео. Позднее он стал одним из персонажей знаменитого исторического романа Алессандро Мандзони Обрученные.

## Литература

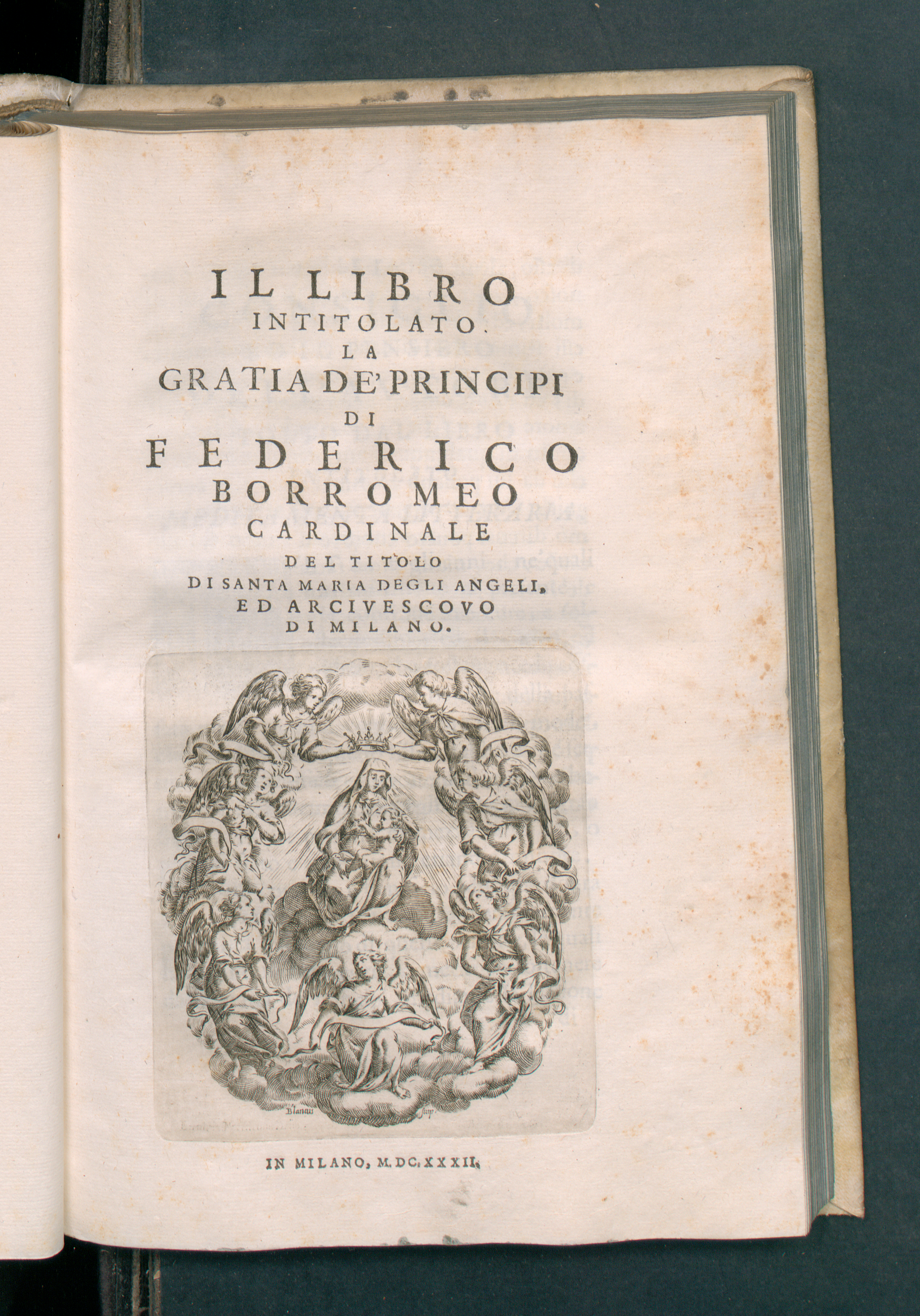
Gratia de' principi, 1632

## Галерея

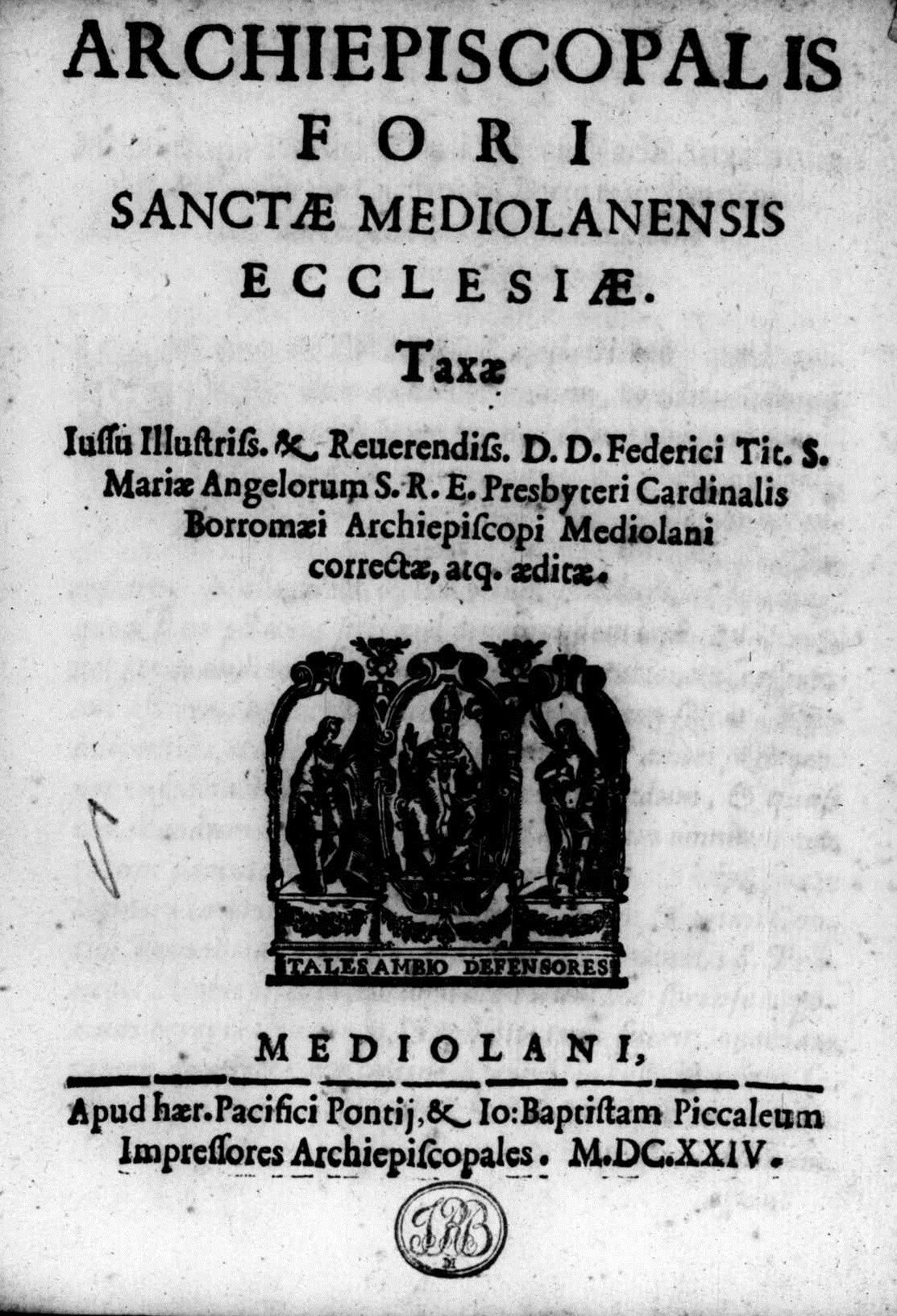
Archiepiscopalis fori Sanctae Mediolanensis Ecclesiae taxae, 1624

|  |  |